# Iliá Marsov
Iliá Marsov (en ruso: Илья Марсов; Vólogda, 1 de enero de 1998) es un deportista ruso que compite en tiro, en la modalidad de rifle. Ganó una medalla de plata en el Campeonato Europeo de Tiro en 10 m de 2025, en la prueba de rifle 10 m.

## Palmarés internacional
| Campeonato Europeo | Campeonato Europeo | Campeonato Europeo | Campeonato Europeo |
| Año                | Lugar              | Medalla            | Prueba             |
| ------------------ | ------------------ | ------------------ | ------------------ |
| 2025               | Osijek (Croacia)   | Medalla de plata   | Rifle 10 m         |